# Квентин Бек (киновселенная Marvel)
Кве́нтин Бек (англ. Quentin Beck) — персонаж медиафраншизы «Кинематографическая вселенная Marvel» (КВМ), основанный на одноимённом суперзлодее Marvel Comics, широко известном под прозвищем «Мисте́рио» (англ. Mysterio).
В прошлом Квентин Бек работал на компанию «Stark Industries» в качестве инженера, разрабатывающего голографические технологии. В 2016 году, Тони Старк присваивает технологию Бека, называя её программой «М.О.Р.Г.», и увольняет Бека из компании за неуравновешенное поведение. Объединившись с другими бывшими сотрудниками Старка, Бек успешно обманывает скруллов, выдававших себя за Ника Фьюри и Марию Хилл, а также Питера Паркера и рассказывает им историю о том, что он прибыл из другого измерения после нападения Элементалов и полного уничтожения его мира и семьи. Бек получает от Паркера доступ к технологическим очкам Тони Старка с ИИ под названием «Э.Д.И.Т.», с намерением использовать их для создания иллюзий нападений существ и сделать из себя героя Мистерио, спасшего Землю. Тем не менее, план Бека раскрывается Паркером и, в процессе битвы с ним, один из дронов ранит Бека, в результате чего тот умирает. После его смерти, команда Бека подделывает кадры сражения Паркера и Мистерио, выдавая Человека-паука за убийцу Мистерио, тем самым очерняя репутацию супергероя и раскрывая всему миру его тайну личности.
Роль Квентина Бека в КВМ исполнил американский актёр Джейк Джилленхол. Впервые Квентин Бек появляется в фильме «Человек-паук: Вдали от дома» (2019), а также упоминается в фильме «Человек-паук: Нет пути домой» (2021).
За исполнение роли Квентина Бека / Мистерио, Джилленхол был удостоен положительных отзывов критиков и зрителей.

## Создание образа

### Первое появление персонажа
Созданный Стэном Ли и Стивом Дитко, Мистерио дебютировал в The Amazing Spider-Man #13 (Июнь, 1964 года), однако впоследствии отмечалось, что пришельцы из The Amazing Spider-Man # 2 на самом деле являлись замаскированными Беком и его сообщниками. Несмотря на отсутствие сверхчеловеческих способностей, Квентин Бек является квалифицированным специалистом по спецэффектам, опытным каскадёром, иллюзионистом и актёром, который использует свои таланты для совершения преступлений.

### Кастинг и исполнение
В мае 2018 года появилась информация, что Джилленхол ведёт переговоры о том, чтобы сыграть Квентина Бека в сиквеле картины «Человек-паук: Возвращение домой» 2017 года. В декабре того же года подтвердилось его участие в проекте. Ранее Джилленхол должен был заменить Тоби Магуайра в роли Питера Паркера / Человека-паука в «Человеке-пауке 2» 2004 года из-за проблем Магуайра со спиной после съёмок в фильме «Фаворит» 2003 года. Тем не менее, Магуайр вернулся на съёмочную площадку и продолжил съёмки «Человека-паука 2». В начале 2018 года Мэтт Дэймон, исполнивший роль асгардского актёра, сыгравшего Локи в фильмах «Тор: Рагнарёк» 2017 года и Тор: Любовь и гром 2022 года, получил предложение сыграть Мистерио, однако актёр отказался.

### Анализ личности
Приступив к написанию сценария картины «Человек-паук: Вдали от дома», сценаристы Крис Маккенна и Эрик Соммерс обсуждали возможность использования различных врагов Человека-паука, однако «раз за разом возвращались» к кандидатуре Мистерио, чувствуя, что тот является самым логичным выбором на роль главного антагониста. Маккенна и Соммерс размышляли о том, как лучше осовременить персонажа комикса 1960-х, что также обсуждалось с другими членами творческой команды. Было решено, что Бек воспользуется последствиями фильма «Мстители: Финал» 2019 года. Режиссёр Джон Уоттс согласился с концепцией сценаристов, поскольку, по его мнению, «люди с большей вероятностью поверили бы лжи Бека». Кроме того, Уоттс одобрил выбор Мистерио в качестве основного злодея фильма, так как его интеграция в кино позволила создать «творчески сложную» сцену, в которой Бек мучил Паркера своими иллюзиями.
По первоначальной задумке Маккенна и Соммерс Бек должен был оказаться замаскированным Скруллом, однако было решено отказаться от этой идеи, отчего Скруллы приняли облик Ника Фьюри и Марии Хилл. В других версиях сценария Бек был представлен как"отъявленный" злодей, которого Паркер и Фьюри преследовали по Европе, в то время как тот организовывал нападения Элементалей, а его предыстория конкретизировалась в третьем акте. В конце концов сценаристы пришли к выводу, что для Бека было бы естественным вводить других людей в заблуждение своим альтер-эго, решив придумать для него фальшивую предысторию, чтобы скрыть его злодейские намерения. Из-за того, что это решение не было свойственно дли Фьюри, Уоттс решил поставить на его место замаскированного Талоса, появившегося в фильме «Капитан Марвел» 2019 года. Ко всему прочему, по задумке Уоттса и сценаристов иллюзии Бека должны были базироваться на технологии «МОРГ», представленной в фильме «Первый мститель: Противостояние» 2016 года.
При обдумывании сцены разоблачения Паркера, перед Маккенной и Соммерсом возникла дилемма, должен ли Питер раскрыть свою личность добровольно или же сделать это по принуждению Мистерио. В итоге они приняли решение превратить Человека-паука в изгоя за счёт махинаций Бека. В свою очередь, это решение позволило сценаристам интегрировать Джей. Джону Джеймсона в историю, чтобы тот смог разоблачить Паркера.
Джилленхол поделился со сценаристами соображениями относительно личности персонажа. Прежде всего его привлекла идея, что Квентин Бек «манипулирует всеобщей любовью к супергероям и потребностью в героях как таковой». Также Джилленхол хотел максимально реалистично разыграть фальшивую предысторию персонажа. Говоря о взаимоотношениях Бека и Паркера Уоттс отметил: «если Тони Старк был своего рода наставником в предыдущих фильмах, нам казалось, что было бы интересно выставить Мистерио как своего рода крутого дядю». При помощи Бека Уоттс хотел показать, насколько переоценено наследие Старка, выставив Мистерио как напоминание о том, как Старк допустил несколько ошибок в своей жизни и взрастил некоторых врагов, таких как Бек и члены его команды, тогда как героическая смерть Старка позволила предприимчивому Беку увидеть возможность разрушить образ Железного человека, ставшего легендой. Уоттс сравнил Бека с кинорежиссёром, а его команду — со съёмочной группой, послужившими метаповествованием. Несмотря на сложность плана Бека и способов его реализации, Маккенна и Соммерс решили показать Бека как друга, союзника и потенциального наставника Паркера после смерти Старка, чтобы, в конечном итоге, раскрыть его обман. В Мистерио сценаристы видели «ложную отцовскую фигуру» по отношению к Паркеру, который фактически «вытащил его из могилы». Сцена, в которой Бек разоблачает Паркера в конце фильма, когда Паркер изо всех сил пытается завладеть наследием Тони Старка, является целенаправленным отражением финала «Железного человека» 2008 года, где Старк добровольно раскрывает себя как Железного человека. Уоттс нравилась идея объединения Бека с Фьюри и Паркером, поскольку за счёт этого персонаж был представлен в КВМ «совершенно неожиданным образом».

### Визуальные эффекты
Rising Sun Pictures создала голограммы, которые использовал Мистерио в сцене разъяснения Человеку-пауку способностей Элементалей, симулирующие чёрные дыры и состоящие из элементов, заимствованных из реальной истории и мифологии. Компания стремилась к тому, чтобы голограммы были визуализированы на столь же высоком уровне, как в фильме «Капитан Марвел». Образ Мистерио был смоделирован Райаном Мейнердингом, главой отдела визуальных разработок Marvel Studios, который стремился показать персонажа как комбинацию различных героев Marvel, таких как Тор и Доктор Стрэндж. Его шлем-аквариум перекочевал из комиксов. Джанек Сиррс описал персонажа как «выдающегося шоумена в душе» и «что-то вроде супергеройской версии Либераче». Цифровая модель Mysterio была создана Scanline.

## Биография вымышленного персонажа

### «Stark Industries» и увольнение
Бек работал инженером в компании «Stark Industries», разрабатывая голографические технологии, полагая, что его работа сможет изменить мир. В 2016 году, Тони Старк демонстрирует технологию Бека на выставке «Старк Экспо» и называет её «М.О.Р.Г.». Бек разочаровывается в Старке за некорректное использование и «кражу» его работы. Впоследствии Старк увольняет Бека за неуравновешенный характер. Поклявшись отомстить, он объединяется с другими бывшими сотрудниками «Stark Industries» для создания сложных иллюзий, известных как «Элементалы», при помощи дронов, оснащённых его голографической технологией.

### Мистерио и гибель

Квентин Бек в образе Мистерио.

Бек и его команда придумывают историю, согласно которой Квентин прибыл из другой реальности в Мультивселенной, получившей название «Земля-833» из-за межпространственного разрыва, вызванного в результате Скачка. Элементалы из мира Бека уничтожили родной мир Квентина, а сам Бек остался единственным выжившим, прибывшем, по его словам, в мир, получивший название «Земля-616».
В 2024 году, Бек и его команда узнают, что погибший в битве за Землю Старк передал технологические очки с искусственным интеллектом «Э.Д.И.Т.», предоставляющим все данные компании, Питеру Паркеру / Человеку-пауку. Увидев возможность заменить Старка в качестве «Железного человека», Бек создаёт защитника и организовывает первую атаку Элементалей в Икстенко, где Бек встречает Ника Фьюри и Марию Хилл. После ещё одного нападения в Марокко, Бек проводит следующую атаку в Венеции, где в образе «супергероя» знакомится с Паркером. После «спасения» города от водного Элементала, местные новостные каналы дают Беку прозвище «Мистерио».
После того, как Фьюри вербует Паркера, чтобы тот помог «победить» Элементалей, Квентин рассказывает штабу Фьюри и Паркеру свою историю. Команда направляется в Прагу, где предполагается нападение последнего Элементала. Паркер начинает испытывать стресс из-за давления, оказываемого на него долгом героя. Прибывает Бек и утешает его. После битвы и «победы» над последним противником, Бек завоёвывает доверие Человека-паука и убеждает его передать ему право собственности на «Э.Д.И.Т.» и сеть дронов. Паркер отдаёт Беку очки и уходит. После ухода Паркера, Бек и его команда отмечают свою победу. Тем не менее, вскоре Бек замечает сломанный голографический проектор, отвалившийся во время битвы и понимает, что Паркер раскрыл его секрет. Заманив Паркера в Берлин, Бек подвергает его серии ужасающих иллюзий (включая зомбированного Старка), заставляет его обманом раскрыть, что Нед Лидс и Мишель Джонс также знают его секрет и подставляет Питера под проезжаюий поезд.
Посчитав Паркера мёртвым, Бек организует битву в Лондоне между Мистерио и монстром слияния Элементалей в качестве отвлечения, чтобы убить Лидса, Джонс, Ника Фьюри и Марию Хилл. Тем не менее, его планы срывает вернувшийся Человек-паук. Со снятием иллюзии, Бек становится ещё более неуравновешенным, приказывая дрону атаковать Питера. Паркер сталкивается с Беком лицом к лицу и, в результате битвы, один из дронов ранит Бека. После этого Бек создаёт иллюзию, передающего очки Бека и пытается застрелить Паркера, однако Питер с помощью своего чутья раскрывает Бека и уворачивается от пули. Паркер забирает «Э.Д.И.Т.», отменяет атаку дронов, в то время как Бек умирает.

### Наследие
Уильям Гинтер Рива загружает данные дронов и редактирует кадры битвы Бека и Паркера, выставляя Человека-паука убийцей Мистерио, очерняя репутацию супергероя и раскрывая тайну его личности. Гинтер Рива отправляет кадры Джей Джоне Джеймсону, который демонстрирует видео всему миру на канале «TheDailyBugle.net». В результате, люди массово настраиваются против Человека-паука, а также объявляют Паркера «Врагом общества № 1». Паркер избегает предъявления обвинений в суде благодаря Мэтту Мёрдоку, однако его продолжают преследовать люди, считающие Бека героем.
Получив отказ в зачислении в Массачусетский технологический институт, Паркер пытается отменить действия Бека, прося помощи у Стивена Стрэнджа. Стрэндж прозносит заклинание забвения, направленное на восстановление секретной личности Паркера, однако частые вмешательства последнего приводят к тому, что злодеи из Мультивселенной, знающие личность Человека-паука, попадают в его реальность. В конце концов, Паркер убеждает Стрэнджа произнести заклинание, чтобы весь мир забыл о его существовании. Стрэндж произносит заклинание и все забывают личность Питера Паркера, что позволяет друзьям Питера жить без гонений из-за Человека-паука.

## Будущее
В ответ на вопрос о потенциальном возвращении Мистерио в последующих фильмах, Уоттс заявил, что вопрос остаётся открытым, однако лично для него Мистерио остаётся «определённо мёртвым». Когда Эми Паскаль ответила: «неизвестно». Сам Джилленхол высказал предположение, что его персонаж окончательно погиб.
В январе 2022 года Sony опубликовала концепт-арт фильма «Человек-паук: Нет пути домой», на котором Мистерио сражается с доктором Стивеном Стрэнджем, косвенно подтверждая его изначальное присутствие в фильме.
Мистерио не появился в фильме «Человек-паук: Нет пути домой», так как сценаристы Эрик Соммерс и Крис МакКенна решили разумно выбирать персонажей и не перегружать историю.

## Критика
Алонсо Дуральде из TheWrap похвалил игру Джилленхола в роли Мистерио, отметив, что в фильме есть несколько моментов с его участием, от которых можно получить «искреннее удовольствие». Оуэн Глейберман из Variety охарактеризовал Бека как «волшебника по части визуальных эффектов», добавляя, что поначалу персонаж Джилленхола «выглядит немного глупо», а затем превращается в «острую сатиру» о природе жанра комиксов.
Collider поставил Мистерио на 4-е место в списке «величайших злодеев фильмов о Человеке-пауке» в 2020 году. В списке GamesRadar «50 лучших злодеев кинокомиксов всех времён» Мистерио расположился на 32-м месте, в частности была отмечена песня «Крошка-паучок» в исполнении персонажа. В 2022 году Жаклин Аппельгейт из Comic Book Resources включила Квентина Бека в топ 10 лучших злодеев КВМ на 4 место.